# Щербаков Дмитро Миколайович
Дмитро Миколайович Щербаков (28 червня 1921 — 6 грудня 2018) — український радянський історик, професор.

## Біографія
Д. М. Щербаков народився 28 червня 1921 року у с. Троїцькому Одеської губернії.
В 1943 році в евакуації закінчив історичний факультет Одеського педагогічного інституту. Учасник війни: був заступником командира роти.
В 1945—1952 роках працював старшим викладачем Одеського державного педагогічного інституту імені К. Д. Ушинського, в 1951—1952 роках виконував обов'язки завідувача кафедри.
В 1951 році захистив дисертацію на здобуття наукового ступеня кандидата історичних наук.
В 1953—1964 роках був доцентом кафедри історії КПРС, в 1964—1986 роках обіймав посаду  завідувача кафедри наукового комунізму, в 1986—1988 роках працював професором кафедри політології Одеського державного університету імені І. І. Мечникова.
В 1980 році захистив дисертацію на здобуття наукового ступеня доктора історичних наук. Згодом присвоєно вчене звання професора.
Керував аспірантурою. Його учні працюють у вищих навчальних закладах України, Росії Чехії, Куби.
Протягом тривалого часу входив до складу спеціалізованої Вченої ради з захисту кандидатських дисертації з історії.
Є автором понад 70 опублікованих праць, в тому числі  3 монографій, 9 брошур.
Помер 6 грудня 2018 року в Одесі.

## Праці
- Діяльність революційних соціал-демократичних організацій України по політичному вихованню пролетаріату та керівництву робітничим рухом у передреволюційний період (1895—1904). — К.; Од.: Вища школа, 1975. — 198 с.
- Патриотическое и интернациональное воспитание советской молодёжи в условиях развитого социализма. — К.; Од.: Вища школа, 1980. — 124 с.

## Нагороди
- Медаль «За доблесну працю. В ознаменування 100- річчя  з дня народження Володимира Ілліча Леніна».
- Знак «25 років перемоги у Великій Вітчизняній війні»[ru]